# Cyclochlamys transenna
Cyclochlamys transenna is een tweekleppigensoort uit de familie van de Cyclochlamydidae. De wetenschappelijke naam van de soort is voor het eerst geldig gepubliceerd in 1913 door Suter.